# Rogers Stirk Harbour + Partners

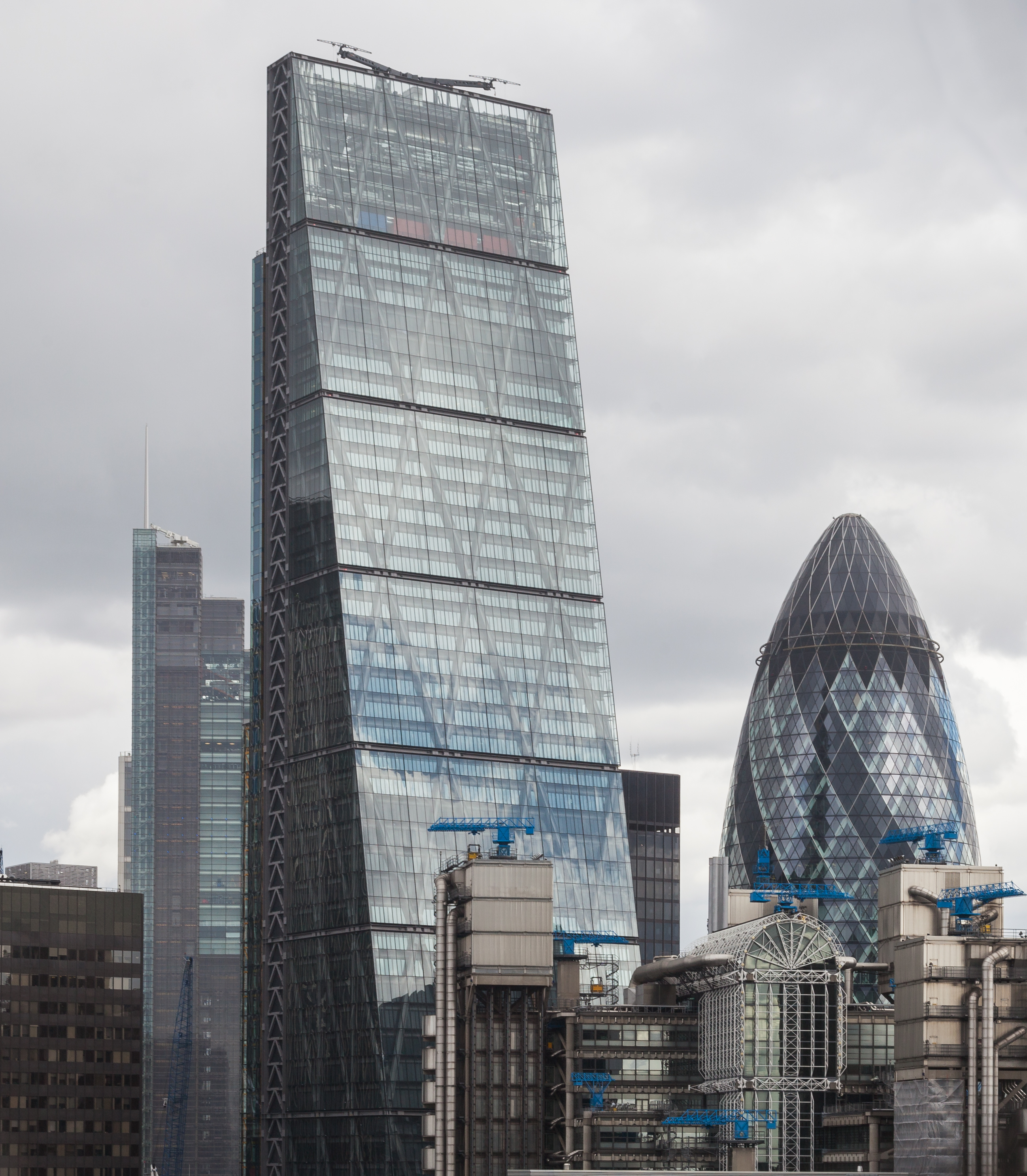
El Leadenhall Building, diseñado por RSH+P, que alberga actualmente su oficina central. En primer plano, el Edificio Lloyd's, también diseñado por RSH+P.

Rogers Stirk Harbour + Partners (abreviado RSH+P) es un estudio de arquitectura británico fundado en 1977 y conocido originalmente como Richard Rogers Partnership. Sus oficinas principales están en el Leadenhall Building de Londres, y anteriormente estaban en los Thames Wharf Studios. Es conocido por haber diseñado muchos edificios importantes como el Edificio Lloyd's y la Millennium Dome en Londres, la Asamblea Nacional de Gales en Cardiff y la Terminal 4 del Aeropuerto de Madrid-Barajas.

## Descripción
Las oficinas principales del estudio están en el Leadenhall Building de Londres. También tiene oficinas en Shanghái y Sídney. A fecha de marzo de 2016, el estudio tiene trece socios, incluidos Richard Rogers, Graham Stirk e Ivan Harbour. El estudio sigue un sistema de división de las ganancias y tiene un límite en los salarios de los directores en comparación con los de los empleados menos pagados.
El estudio presta una atención especial a la sostenibilidad, la regeneración urbana y la conciencia social, temas que han estado presentes desde mucho tiempo en la obra de Rogers. La celebración del espacio público y el estímulo de las actividades públicas es también un tema recurrente del estudio.
Es propiedad de una fundación benéfica, lo que asegura que ninguna persona es propietaria de ninguna parte de su valor y evita la venta y herencia de participaciones. El estudio divide sus beneficios entre todo el personal y las organizaciones benéficas escogidas por ellos, según principios declarados públicamente.

## Historia

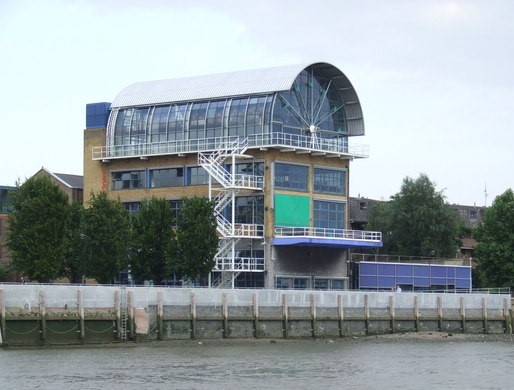
La sede anterior del estudio en los Thames Wharf Studios en Hammersmith.

Poco después de la inauguración del Centro Pompidou de París en 1977, Richard Rogers creó la Richard Rogers Partnership y empezó a trabajar en el Edificio Lloyd's de Londres. Richard Rogers explicó que la razón del cambio del nombre del estudio de Richard Rogers Partnership a Rogers Stirk Harbour + Partners en 2007 fue porque «queríamos evitar la situación en la que el estudio lleve el nombre de alguien que murió hace cien años. La arquitectura es algo vivo. Si quiero dejar algo al futuro, tiene que ser capaz de cambiar, pero mantener algo del ethos que hemos construido durante cincuenta años». En noviembre de 2015 Rogers Stirk Harbour creó cinco nuevos socios incluida Tracy Meller, que se convirtió en su primera socia mujer. Al mismo tiempo, el socio fundador Mike Davies dejó el estudio.

## Premios
En 2006 se concedió al estudio el Premio Stirling por la Terminal 4 del Aeropuerto de Madrid-Barajas. En 2008, se concedió a Rogers Stirk Harbour + Partners la Manser Medal for Houses and Housing, concedido por la mejor casa diseñada por un arquitecto en el Reino Unido (Oxley Woods). En 2009 le otorgaron el Premio Stirling por el Maggie's Centre de Londres. Ganaron el RIBA National Award 2015 por los apartamentos de lujo NEO Bankside en Londres, que también fue finalista del Premio Stirling.

## Proyectos notables
Esta lista contiene los proyectos del estudio desde su fundación en 1977 hasta la actualidad. Para los trabajos previos de Richard Rogers, Team 4, Richard and Su Rogers y Piano + Rogers, véase el artículo Richard Rogers.
The Richard Rogers Partnership
| - Edificio Lloyd's, Londres, Reino Unido (1978–1984) - Fábrica Fleetguard, Quimper, Francia (1979–1981) - Fábrica Inmos, Newport, Gales (1980–1982) - Parque Lineal del Río Arno, Florencia, Italia (1982) - PA Technology Centre, Princeton, Estados Unidos (1982–1985) - Old Billingsgate Market, Londres, Reino Unido (1985–1988) - Centre Commercial St. Herbain, Nantes, Francia (1986–1987) - The Deckhouse, Thames Reach, Londres, Reino Unido (1986–1989) - Paternoster Square, Londres, Reino Unido (1987) - Linn Products, Waterfoot, Glasgow, Reino Unido (1988) - 45 Royal Avenue, Londres, Reino Unido (1987) - Reuters Data Centre, Londres, Reino Unido (1987–1992) - Kabuki-cho Tower, Tokio, Japón (1987–1993) - Palacio de Justicia de Amberes, Amberes, Bélgica (2000–2006) - Aeropuerto de Marsella-Provenza, Marignane, Francia (1989–1992) - Torre de control del Aeropuerto de Londres-Heathrow, Londres, Reino Unido (1989–2007) - 124 Horseferry Road, sede de Channel 4, Londres, Reino Unido (1990–1994) - Edificio del Tribunal Europeo de Derechos Humanos, Estrasburgo, Francia (1995) | - 88 Wood Street, Londres, Reino Unido (1990–1999) - Tower Bridge House, Londres, Reino Unido (1990–2005) - Daimler Complex, Potsdamer Platz, Berlín, Alemania (1993–1999) - Palacio de Justicia de Burdeos, Burdeos, Francia (1993–1999) - Montevetro, Londres, Reino Unido (1994–2000) - Edificio del Lloyd's Register, Londres, Reino Unido (1995–1999) - Escuela Primaria Minami-Yamashiro, cerca de Kioto, Japón (1995–2003) - Millennium Dome, Londres, Reino Unido (1996–1999) - Broadwick House, Londres, Reino Unido (1996–2000) - Ashford Designer Outlet, Ashford, Reino Unido (1996–2000) - Terminal 4 del Aeropuerto de Madrid-Barajas, Madrid, España (1997–2006) - Chiswick Business Park, Londres, Reino Unido (1998–) - Paddington Waterside, Londres, Reino Unido (1999–2004) - Mossbourne Community Academy, Londres, Reino Unido (2002–2004) - Senedd (Asamblea Nacional de Gales), Cardiff, Reino Unido (1999–2005) - East River Waterfront, Nueva York, Estados Unidos (2004–2006) - Hotel Hesperia Tower, Barcelona, España (2005) |

|                              |
| Channel 4 Building, Londres. |

|                            |
| Edificio Lloyd's, Londres. |

|                                       |
| Daimler Complex (Linkstraße), Berlín. |

|                  |
| Senedd, Cardiff. |

|                          |
| 88 Wood Street, Londres. |

|                              |
| Channel 4 Building, Londres. |

|                            |
| Edificio Lloyd's, Londres. |

|                                       |
| Daimler Complex (Linkstraße), Berlín. |

|                  |
| Senedd, Cardiff. |

|                          |
| 88 Wood Street, Londres. |

Rogers Stirk Harbour + Partners
| - Terminal 5 del Aeropuerto de Londres-Heathrow, Londres, Reino Unido (1989–2008) - Maggie's Centre, Londres, Reino Unido (2001–2008) - Bodegas Protos, Peñafiel, España (2004-2008) - Estación de Central Park, Kaohsiung, Taiwán (2003-2007) - 300 New Jersey Avenue NW, Washington, Estados Unidos (2004–2009) - Ching Fu Group Headquarters, Kaohsiung, Taiwán (2005–2007) - Campus Palmas Atlas (CPA), Sevilla, España (2005–2009) - Three World Trade Center, Nueva York, Estados Unidos (2006-) - Estación de Metro de Capodichino, Nápoles, Italia (2006-) - Estación de Metro de Santa Maria del Pianto, Nápoles, Italia (2006-) - Newington Butts, Londres, Reino Unido (2004-) - Gran París, Francia (2008-2013) | - Oxley Woods, Milton Keynes, Reino Unido - Las Arenas, Barcelona, España, transformación de la plaza de toros en un centro comercial (1999-2011) - One Hyde Park, Londres, Reino Unido (2007-2009) - Neo Bankside, Londres, Reino Unido (2012) - Reforma del centro y nueva estación de tren en Scandicci, Italia (2006-2013) - International Towers Sydney, Barangaroo, Sídney, Australia (2010-) - Leadenhall Building, Londres, Reino Unido (2000-2014) - Centro Mundial de Conservación y Exposiciones, Museo Británico, Londres, Reino Unido (2007-2014) - 8 Chifley, Sídney, Australia (2005-2013) - PLACE / Ladywell, Londres, Reino Unido (2014-) - Y:Cube, Londres, Reino Unido (2013-2015) - Reforma urbanística de la zona de Garellano en Bilbao, España (2015-) |

|                           |
| Maggie's Centre, Londres. |

|                  |
| Y Cube, Londres. |

|                        |
| NEO Bankside, Londres. |

|                        |
| Las Arenas, Barcelona. |

|                                      |
| International Towers Sydney, Sídney. |

|                           |
| Maggie's Centre, Londres. |

|                  |
| Y Cube, Londres. |

|                        |
| NEO Bankside, Londres. |

|                        |
| Las Arenas, Barcelona. |

|                                      |
| International Towers Sydney, Sídney. |

## Personal
A fecha de 2014 los socios del estudio eran Richard Rogers, Mike Davies, Graham Stirk, Ivan Harbour, Andrew Morris, Lennart Grut, Richard Paul, Ian Birtles, Simon Smithson, Tracy Meller, Andrew Tyley, John McElgunn, Stephen Barrett y Stephen Light.

### Personal actual
Richard Rogers 
Richard Rogers es el ganador del Premio Pritzker de 2007, fue nombrado caballero en 1991 y hecho socio vitalicio en 1996. El primer estudio en el que trabajo Rogers fue el Team 4, que cofundó en 1963 junto con Su Brumwell, Wendy Cheeseman y Norman Foster. El primer proyecto del Team 4 fue Creek Vean, un edificio residencial situado en Cornualles. El Team 4 se disolvió en 1967. Ese mismo año fundó un estudio junto con Su Rogers (apellido de soltera Brumwell), John Young y Laurie Abbott. En julio de 1971 Rogers ganó el concurso de arquitectura para construir el Centro Pompidou en París en colaboración con el arquitecto italiano Renzo Piano.
En 1977 fundó junto con Marco Goldschmied y Mike Davies la Richard Rogers Partnership, que diseñó el Edificio Lloyd's y la Millennium Dome, ambos en Londres, el Senedd en Cardiff y el Edificio del Tribunal Europeo de Derechos Humanos en Estrasburgo, junto con muchos otros. Ganó la Royal Gold Medal, la Medalla Thomas Jefferson, el Premio Stirling, la Minerva Medal y el Premio Pritzker.
 Ivan Harbour 

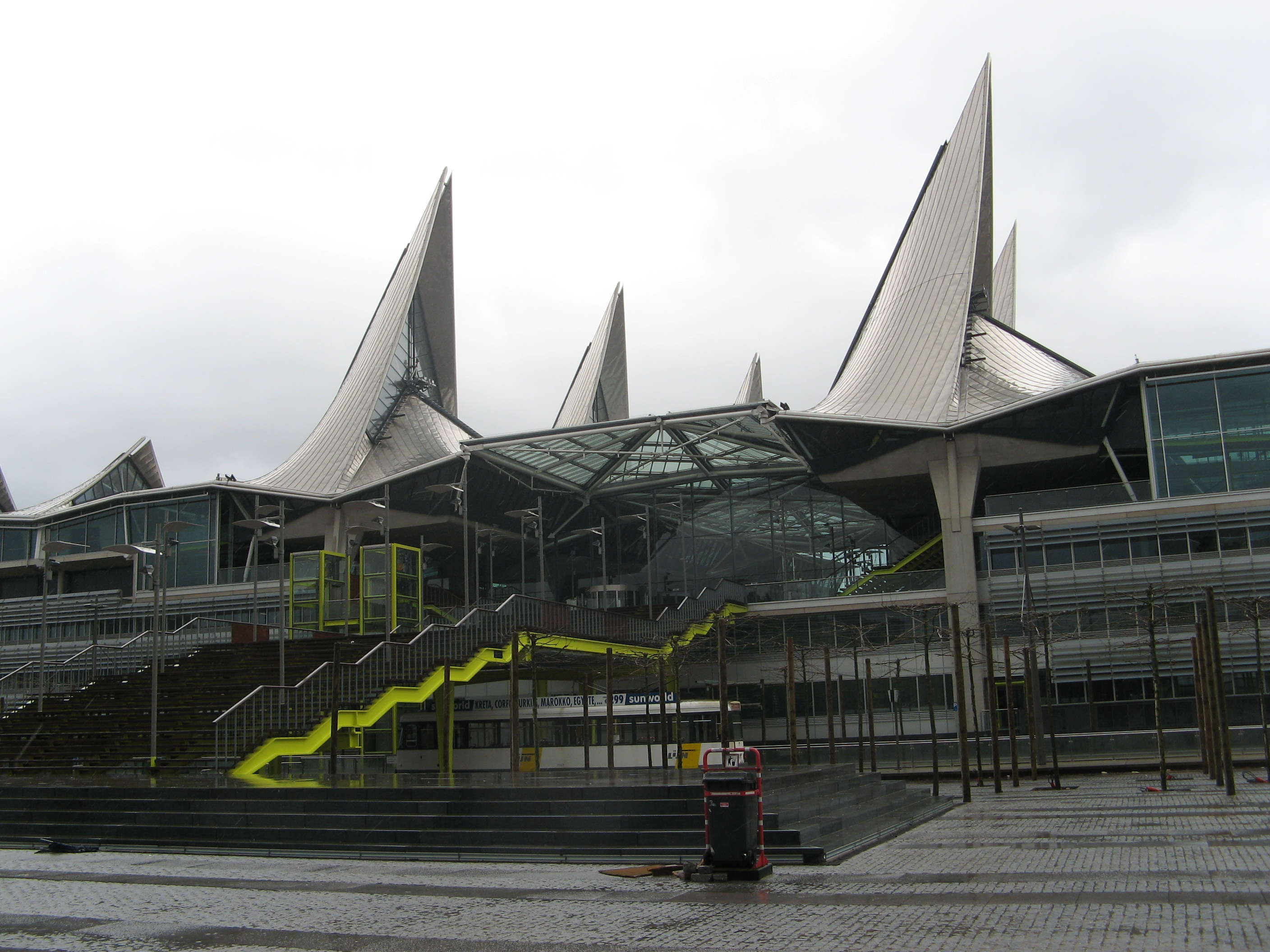
El Palacio de Justicia de Amberes.

Ivan Harbour se unió a Richard Rogers Partnership en 1985, y en 1993 fue nombrado director senior. Harbour dirigió el equipo que diseñó el Senedd (Asamblea Nacional de Gales), la Terminal 4 del Aeropuerto de Madrid-Barajas (ganador del Premio Stirling de 2006), los Palacios de Justicia de Amberes y Burdeos y el Edificio del Tribunal Europeo de Derechos Humanos en Estrasburgo.
Harbour fue el arquitecto principal del proyecto de la Terminal 4 del Aeropuerto de Madrid-Barajas y el director del proyecto del primer Maggie's Centre en Londres (ganador del Premio Stirling de 2009), y de 300 New Jersey Avenue, un edificio de oficinas de Washington D. C.
 Graham Stirk 

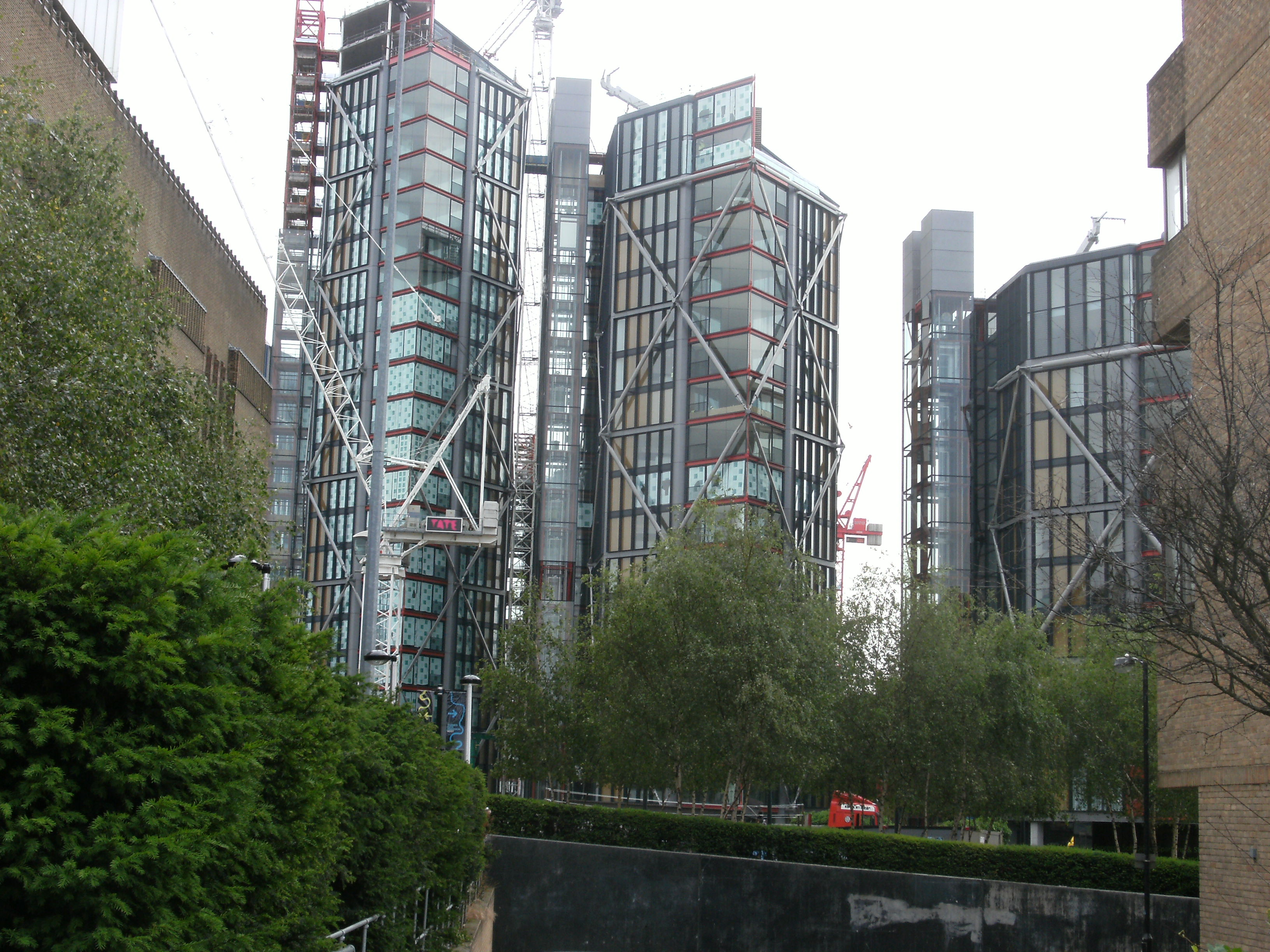
Stirk fue director de diseño del NEO Bankside.

Graham Stirk se unió a la Richard Rogers Partnership en 1983 y fue nombrado director senior en 1995. Ha participado en el diseño de varios proyectos en el Reino Unido así como proyectos por todo el mundo, incluido Japón, Estados Unidos, Francia, Italia, España, Alemania e Irlanda.
Stirk ha sido director de diseño de varios proyectos importantes, como el rascacielos de oficinas Leadenhall Building y NEO Bankside en Londres, un proyecto residencial que consta de 229 apartmentos y una ampliación del Museo Británico. Stirk también ha contribuido al diseño de varios importantes planes urbanísticos, incluido Potsdamer Platz en Berlín y Paddington Basin en Londres. Stirk fue director responsable de la ampliación del edificio del Lloyd's Register en el 71 de Fenchurch Street, One Hyde Park y 88 Wood Street.
 Mike Davies 

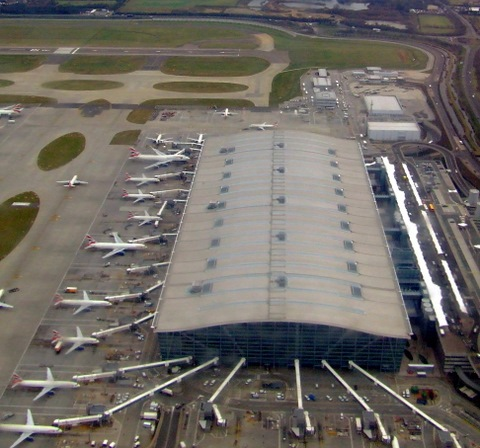
Davies fue el director del proyecto de la Terminal 5 del Aeropuerto de Londres-Heathrow.

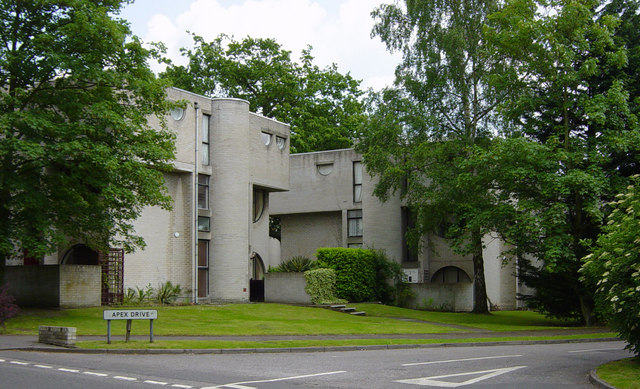
Casa diseñada por Laurie Abbott en Frimley, Surrey.

Mike Davies fue un socio fundador del Richard Rogers Partnership y un socio senior en Rogers Stirk Harbour + Partners. Se unió a la sociedad entre Richard Rogers y Renzo Piano en 1971, poco después de que ganaran el concurso para diseñar el Centro Pompidou de París, y posteriormente se convirtió en uno de los directores fundadores de la Richard Rogers Partnership en 1977.
Davies fue el director del proyecto de la Millennium Dome de Londres, de la Terminal 5 del Aeropuerto de Londres-Heathrow y del Gran París. Renunció a su papel como socio de la empresa a finales del 2015, aunque sigue trabajando para ellos a tiempo parcial.

### Personal anterior
Marco Goldschmied 
Marco Goldschmied trabajó por primera vez a Richard Rogers en 1969. Fue cofundador de la Richard Rogers Partnership junto con Mike Davies y John Young en 1977, convirtiéndose en su director general en 1984. Dejó el estudio el 30 de junio de 2004. Goldschmied demandó a Rogers por diez millones de libras, demanda que fue resuelta fuera del juzgado en 2006, de manera que la Richard Rogers Partnership seguiría en su sede de los Thames Wharf Studios junto con el River Café.
 Amanda Levete 
Amanda Levete nació el 17 de noviembre de 1955 y se unió a Richard Rogers Partnership en 1984, y la dejó en 1989 para unirse a Jan Kaplický como socia de Future Systems.
 John Young 
Richard Rogers y Su Rogers, junto con John Young y Laurie Abbott, se asociaron después de la disolución del Team 4. Continuó trabajando con Richard Rogers en el estudio Piano + Rogers. Junto con Goldschmeid, Davies y Rogers, Young fundó la Richard Rogers Partnership en 1976.
 Laurie Abbott 
Laurie Abbott se unió al Team 4 como arquitecta ayudante, y trabajó en el proyecto Creek Vean en Cornualles. Diseñó pequeñas propiedades en Frimley, fue directora senior en la Richard Rogers Partnership, y trabajó en el Centro Pompidou y el Edificio Lloyd's.